# Schistophragma intermedium
Schistophragma intermedium är en grobladsväxtart som först beskrevs av Asa Gray, och fick sitt nu gällande namn av Francis Whittier Pennell. Schistophragma intermedium ingår i släktet Schistophragma och familjen grobladsväxter. Inga underarter finns listade i Catalogue of Life.